# Setouchi
Ne pas confondre avec le bourg de Setouchi dans la préfecture de Kagoshima.
Setouchi (瀬戸内市, Setouchi-shi) est une municipalité ayant le statut de ville dans la préfecture d'Okayama, au Japon.

## Géographie

### Situation
Setouchi est située au sud-est de la préfecture d'Okayama. Elle est bordée par la mer intérieure de Seto au sud.

### Démographie
En mars 2019, la population de la ville de Setouchi était de 37 371 habitants répartis sur une superficie de 125,45 km2.

## Histoire
La ville moderne de Setouchi a été officiellement créée le 1er novembre 2004 de la fusion des anciens bourgs d'Oku, Osafune et Ushimado.

## Culture locale et patrimoine
- Musée d'Art Yumeji

## Transports
La ville est desservie par la ligne Akō de la JR West.

## Personnalité liée à la ville
- Yumeji Takehisa (1884-1934), poète et peintre
- Kimi Onoda (1982-), femme politique

## Jumelages
- Mytilène (Grèce) depuis 1982
- Horokanai (Japon) depuis 1989
- Tsushima (Japon) depuis 1996